# 伊卡爾馬湖
38°48′S 71°17′W / 38.800°S 71.283°W

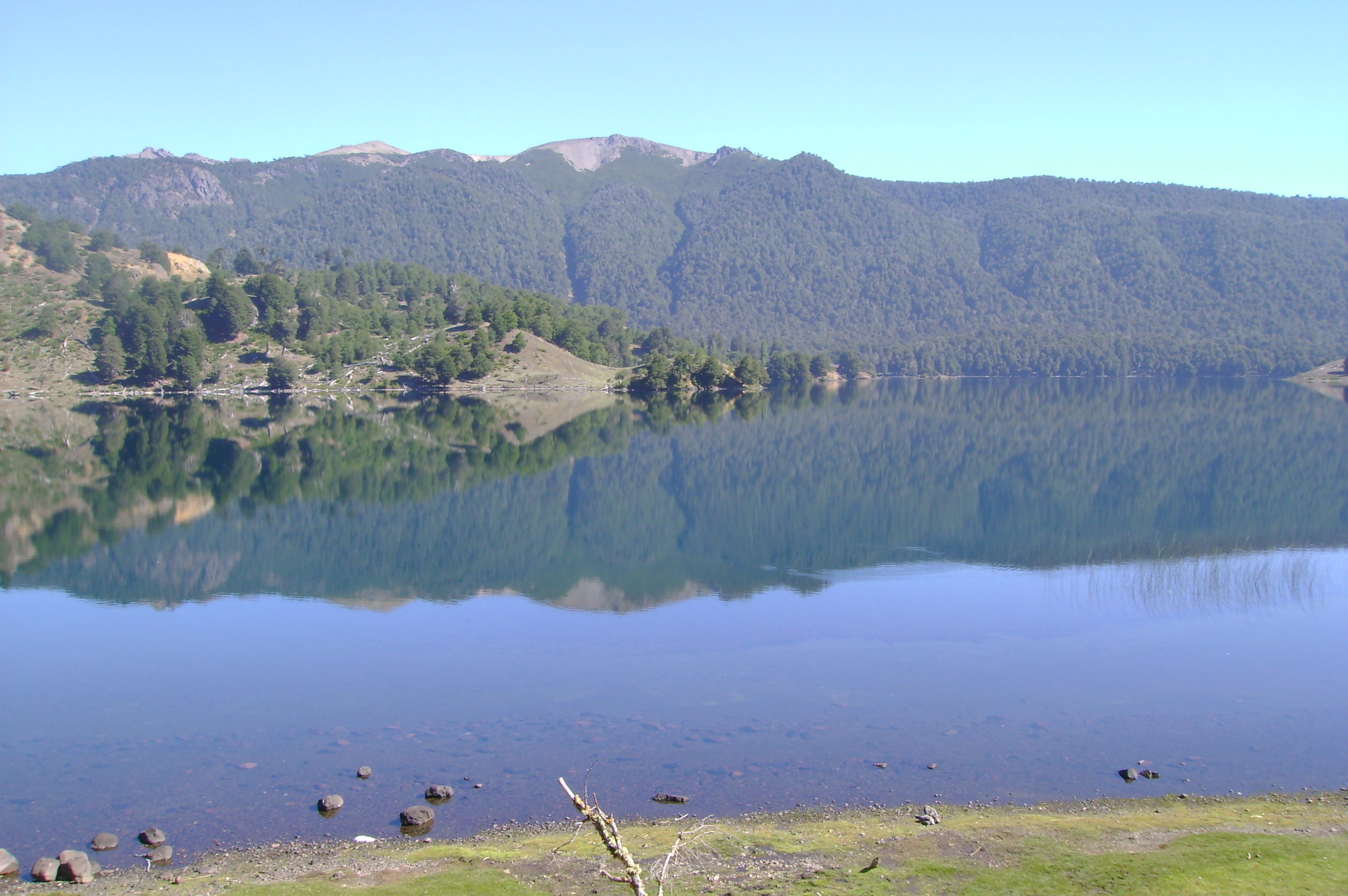

伊卡爾馬湖（西班牙語：Lago Icalma），是智利的湖泊，位於阿勞卡尼亞大區，面積9.8平方公里，平均水深66米，最大水深135米，海拔高度1,150米，集水區面積150平方公里。